# Bàrbara Blomberg
 Bàrbara Blomberg  (Ratisbona, Baviera; 1527 - Ambrosero, Cantàbria; 1597) va ser una dama alemanya, filla major de Wolfgang Blomberg i Sibylle Lohman, un matrimoni burgès de Ratisbona. Va conèixer el 1546 l'emperador Carles V quan aquest anava a la Dieta Imperial. D'aquesta trobada i dels amors dels dos va néixer el 1547 Joan d'Àustria, reconegut fill bastard de l'emperador.
Bella i amb dots per al cant, es va casar tres anys després amb Jerôme Pyramus Kegel, tutor de Joan d'Àustria, a qui va donar el seu nom i va encobrir els amors de l'emperador Carles V. A canvi obtindria el càrrec de comissari en la cort de Maria d'Hongria a Brussel·les, on vivia Bàrbara des de 1551. El 1569 va enviduar del seu marit, passant a rebre, a petició de Fernando Álvarez de Toledo y Pimentel, una pensió del mateix emperador i posteriorment del rei Felip II d'Espanya com a mare de Joan d'Àustria.
De caràcter llibertí, la forma de viure escandalosa i malgastadora de la "Madame", com era coneguda (a Cantàbria, la "Madama"), va cridar l'atenció del seu fill, aleshores governador dels Països Baixos, que la va aconseguir portar mitjançant enganys a Espanya. El 3 de maig de 1577 desembarca al port de la vila càntabra de Laredo, on l'espera Magdalena d'Ulloa, vídua de Luis Maixella amb qui havia estat criat i educat el seu fill, per posteriorment ingressar en el convent castellà de Santa Maria la Real de San Cebrián de Mazote (Valladolid).
A la mort del seu fill, el 1578, Bàrbara Blomberg va demanar traslladar-se a Colindres (Cantàbria), ja que al monestir la vida li resultava molt ingrata. El va acompanyar en el seu viatge a Trasmiera el seu altre fill, Conrad de Píram, la seva jove, Maria de Algora, la baronessa de Sant Martí, i els seus quatre nets.
Va viure a casa de Juan de Escobedo, antic secretari del seu difunt fill, per traslladar-se, el 1584, a la casa de l'aposentador Juan de Mazateve a Ambrosero (Cantàbria) en l'actual barri de la "Madama" així nomenat en el seu honor, on va passar els últims anys de la seva vida. El 18 de desembre de 1597 acabava la seva existència la que fos amant de l'emperador Carles V, sent enterrada a l'església de Sant Sebastià màrtir del Monestir de Montehano, a Escalante (Cantàbria).